# 森實俊充
森實 俊充（もりざね としみつ）は、愛媛県出身の日本の電気工学者。大阪工業大学工学部電気電子システム工学科教授、工学部長・工学研究科長。前国際交流センター長。工学博士（東京大学）。日本学術振興会元特別研究員(DC)。パワーエレクトロニクス学会会長。IEEE IES Japan Joint Chapter 2018/2019 Chair。
近畿電力利用合理化委員会審査部会会長。
専門は、パワーエレクトロニクス（直流送電HVDC含む）、メカトロニクス、リニアモーター・磁気浮上（電気鉄道含む）、電気自動車（EV）用電動機制御・充電システム（自動車工学含む）など。

## 経歴
1986年愛媛県立新居浜西高等学校卒業。1986年東京大学理科一類入学。1990年東京大学工学部電子工学科卒業。1992年東京大学大学院工学系研究科電気工学専攻修士課程修了。1995年東京大学大学院工学系研究科電気工学専攻博士課程修了、工学博士（東京大学）。その間、日本学術振興会特別研究員(DC)。1995年大阪工業大学工学部電気工学科講師。1999年スイス連邦工科大学ローザンヌ校(EPFL)客員研究員。2000年大阪工業大学工学部電気電子システム工学科准教授を経て、2012年より同学科教授。2017年同大学国際交流センター長。2019年同大学工学部長・工学研究科長。
主な所属学会は、電気学会、IEEE、パワーエレクトロニクス学会。主な受賞は、パワーエレクトロニクス学会功労賞(2025)。

## 主な研究
- 新開発SiC-MOSFETによる超小形・低コスト・シングルエンデッド・ワイヤレスEV充電[7] - NEパワー・エレクトロニクス・アワード2021審査員特別賞に貢献[8]
- V2Hを想定した家庭用シングルエンデッドコンバータ式非接触電気自動車(EV)充電システムの特性評価と双方向化検討[9]
- 新型ワイドバンドギャップ (WBG)パワー半導体によるワイヤレス給電 (WPT)装置の革新的高性能化[10]
- 加減速動作でリニア誘導モータを駆動するマトリックスコンバータ特性の検証[11]
- 次世代洋上直流送電システム：洋上風力発電対応の多端子直流送電(HVDC)システムの開発[12]  - NEDO(新エネルギー・産業技術総合開発機構)助成事業プロジェクト
- 家庭内電力利用の分析に基づくスマートハウス仕様の考察[13]
- GaN双方向電力変換器の研究開発 - NEDO(新エネルギー・産業技術総合開発機構)助成事業プロジェクト（パナソニック・産業技術総合研究所との産学連携）[14]